# Джанелидзе, Нана Тамазовна
На́на Тамазовна Джанелидзе (род. 7 августа 1955 или 7 августа 1957, Тбилиси) — грузинский кинорежиссёр и сценарист.

## Биография
Дед Джанелидзе был членом революционной партия социалистов-федералистов Грузии, которая пыталась поднять восстание против советской власти.
В 1979 году окончила Тбилисский театральный институт им. Ш. Руставели. Училась в мастерской Тенгиза Абуладзе, который являлся отцом её мужа.
Джанелидзе писала сценарий для фильма «Покаяние», для чего собирала семейные истории жертв сталинских репрессий в Грузии.
С 1996 года ведёт режиссёрскую мастерскую в Тбилисском государственном университете.
В 2011 году сняла документальный фильм «А есть ли там театр?!» об актёре Кахи Кавсадзе. В фильме он с горечью и юмором рассказывает о своей жизни, о семье, на долю которой выпали суровые испытания и история которой неразрывно связана с историей страны. Фильм был удостоен премии «Ника» в номинации лучший фильм стран СНГ и Балтии.
В 2023 году вышел фильм Джанелидзе «Шагай, Лиза!» о грузино-абхазской войне 1992–93 годов. Подготовка к съемкам продолжалась 10 лет: Джанелидзе изучала дневники участников тех событий как с абхазской, так и с грузинской стороны.

## Фильмография

### Режиссёрские работы
- 1978 — Большой мальчик и маленький мальчик
- 1985 — Семья
- 1994 — Колыбельная
- 1998 — Грузия в капле росы
- 2011 — А есть ли там театр?!
- 2023 — Шагай, Лиза![6]

### Сценарии
- 1978 — Большой мальчик и маленький мальчик
- 1984 — Покаяние
- 1985 — Семья
- 1994 — Колыбельная
- 1998 — Грузия в капле росы
- 2011 — А есть ли там театр?!
- 2023 — Шагай, Лиза![6]

## Награды
- 1986 — ВКФ молодых кинематографистов в Тбилиси (фильм «Семья»)
- 1986 — приз к/с «Грузия-фильм» (фильм «Семья»)
- 1987 год — премия «Ника» за лучший сценарий (фильм «Покаяние»)
- 1994 — Государственная премия Грузии им. Руставели (фильм «Покаяние»)
- 1994 — МКФ детского кино в Москве — Приз за режиссуру (фильм «Колыбельная»)
- 1994 — МКФ молодого кино «Кинофорум»
- 1994 — приз «Серебряный гвоздь» (фильм «Колыбельная»)
- 1995 — МКФ славянских и православных народов «Золотой Витязь» за лучший игровой фильм (фильм «Колыбельная»)
- 1998 — РКФ «Литература и кино» в Гатчине
- 2012 — премия «Ника» за лучший фильм стран СНГ и Балтии (фильм «А есть ли там театр?!»)